# Cedillo de la Torre
Cedillo de la Torre is een gemeente in de Spaanse provincie Segovia in de regio Castilië en León met een oppervlakte van 23,74 km². Cedillo de la Torre telt 103 inwoners (1 januari 2016).

## Demografische ontwikkeling
Bron: INE, 1857-2011: volkstellingen